# Glenea dorsaloides
Glenea dorsaloides är en skalbaggsart som beskrevs av Stefan von Breuning 1956. Glenea dorsaloides ingår i släktet Glenea och familjen långhorningar. Inga underarter finns listade i Catalogue of Life.